# Rubensstraße (Berlin)
Die Rubensstraße liegt im Berliner Ortsteil Schöneberg des Bezirks Tempelhof-Schöneberg. Sie stellt eine direkte Nord-Süd-Verbindung zwischen den Ortsteilgrenzen von Friedenau und Steglitz her. Benannt ist sie nach dem flämischen Maler Peter Paul Rubens.
Die Straße wurde auf dem Gelände der „Schöneberger-Friedenauer Terraingesellschaft“ angelegt und hieß ursprünglich Straße 1. Zur gleichen Zeit wurden weitere Straßen in der Umgebung meist nach Malern benannt. Der nördliche Teil der Rubensstraße zwischen Haupt- und Rembrandtstraße hieß vorher Holbeinstraße und wurde am 17. Februar 1911 in die Rubensstraße mit einbezogen.

## Verlauf
Von Norden nach Süden ergibt sich folgender Straßenverlauf:

### Hauptstraße bis Vorarlberger Damm
Die Rubensstraße beginnt an der Ortsteilgrenze von Friedenau an der Hauptstraße, kurz hinter der S-Bahnbrücke der Ringbahn in der Nähe des Innsbrucker Platzes (S-Bahn-Linien S41, S42, und S46 sowie Endbahnhof der U-Bahn-Linie 4), wo sie zunächst rund 80 Meter als Nebenstraße angelegt ist. Danach nimmt sie ihren eigentlichen rund 1,6 Kilometer langen Verlauf in Nord-Süd-Richtung. Hier befindet sich das 1954 entstandene und inzwischen denkmalgeschützte Hochhaus, das seinerzeit auch als „Atom-Hochhaus“ bezeichnet wurde, weil es angeblich einer Nuklearexplosion widerstehen sollte. Auf dem Gelände des Hochhauses sollte ursprünglich um 1930 ein sechs- bis siebengeschossiges Hertie-Warenhaus des Architekten Johann Emil Schaudt im Stil der Neuen Sachlichkeit als „Einfalltor“ zu den damals neu errichteten Wohnanlagen an der Rubensstraße und den Ceciliengärten errichtet werden. Der Bau kam allerdings nie über die Planungsphase hinaus.
Zwischen der Kreuzung der Traegerstraße (nach dem Parlamentarier Albert Traeger) und der Baumeisterstraße (benannt nach Reinhard Baumeister) führt in westlicher Richtung ein Durchgang in die Siedlung der in den 1920er Jahren entstandenen und inzwischen ebenfalls denkmalgeschützten Ceciliengärten. Man erkennt vom Durchgang aus den als Gartendenkmal ausgewiesenen zentralen Platz, auf dem sich die beiden lebensgroßen Frauenstandbilder Der Morgen und Der Abend des Künstlers Georg Kolbe sowie ein Fontänen-Springbrunnen und der Fuchsbrunnen befinden.

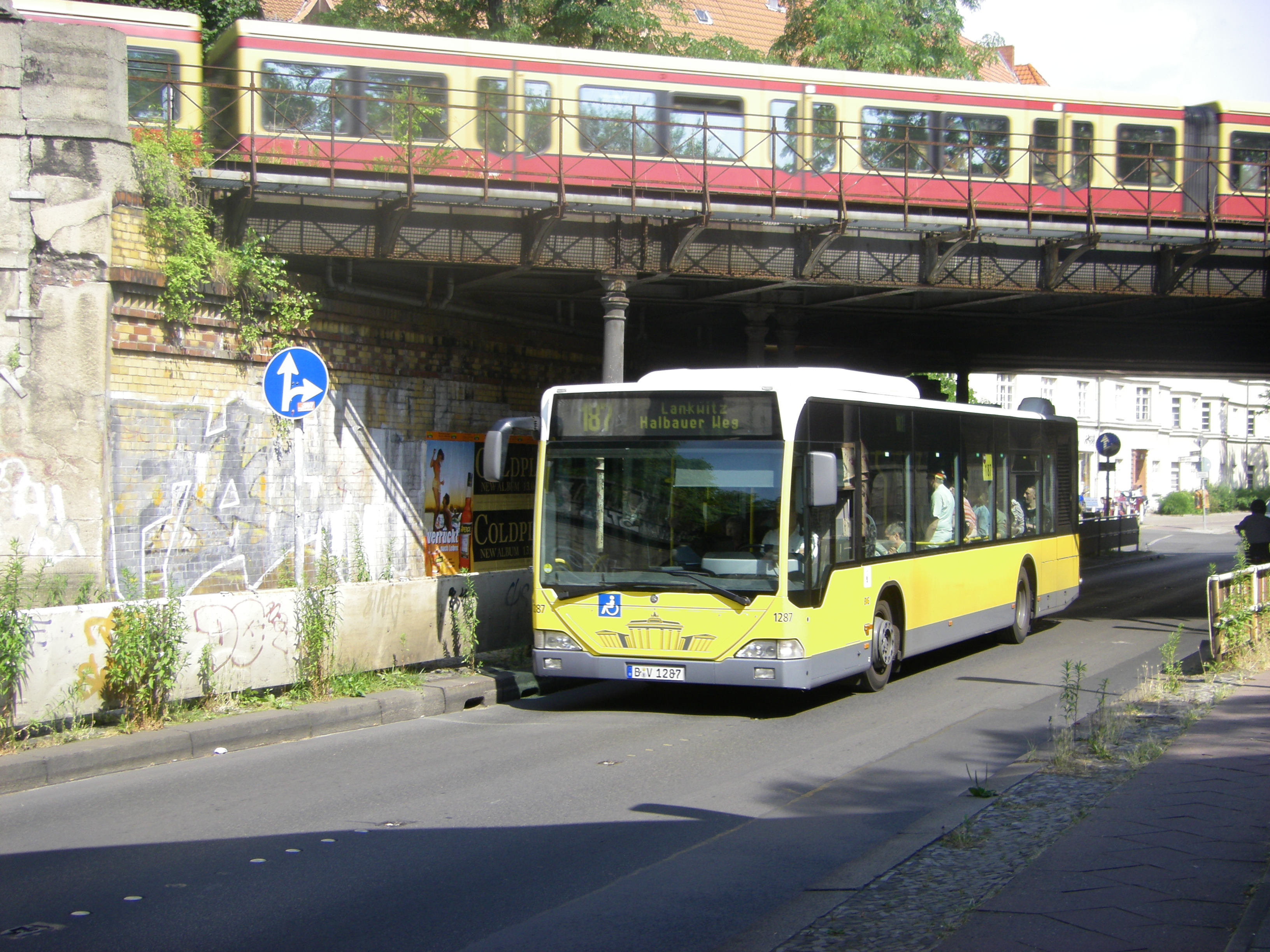
S-Bahn-Unterführung an der Baumeisterstraße, 2008

Auf der gegenüber liegenden Seite der Rubensstraße befindet sich die zwischen 1926 und 1928 entstandene und ebenfalls unter Denkmalschutz stehende Siedlungsanlage der Architekten Paul Mebes und Paul Emmerich. Unterbrochen wird die Siedlung durch die nach Osten führende Otzenstraße (benannt nach dem Stadtplaner Johannes Otzen).
Hinter der im Jahr 2012 erneuerten S-Bahnbrücke der Wannseebahn, auf der die Linie S1 verkehrt, und der parallel legenden Autobahnbrücke der Westtangente mündet der Vorarlberger Damm in die Rubensstraße. In westlicher Richtung erreicht man von hier aus über die Rembrandtstraße (benannt nach Rembrandt van Rijn) den rund 250 Meter entfernt gelegenen S-Bahnhof Friedenau, der keinen direkten Zugang zur Rubensstraße besitzt.

### Vorarlberger Damm bis Grazer Platz
Die sich von hier aus befindenden Straßen tragen die Namen von bekannten Künstlern, weshalb diese Gegend auch als „Malerviertel“ oder „Dürerkiez“ bezeichnet wird. Mitunter wird dieses Gebiet dem Ortsteil Friedenau zugeordnet, obwohl es amtlich auf Schöneberger Gelände liegt. Die dort im ersten Drittel des 20. Jahrhunderts errichteten Wohnanlagen wurden seinerzeit als Neu-Friedenau bezeichnet.

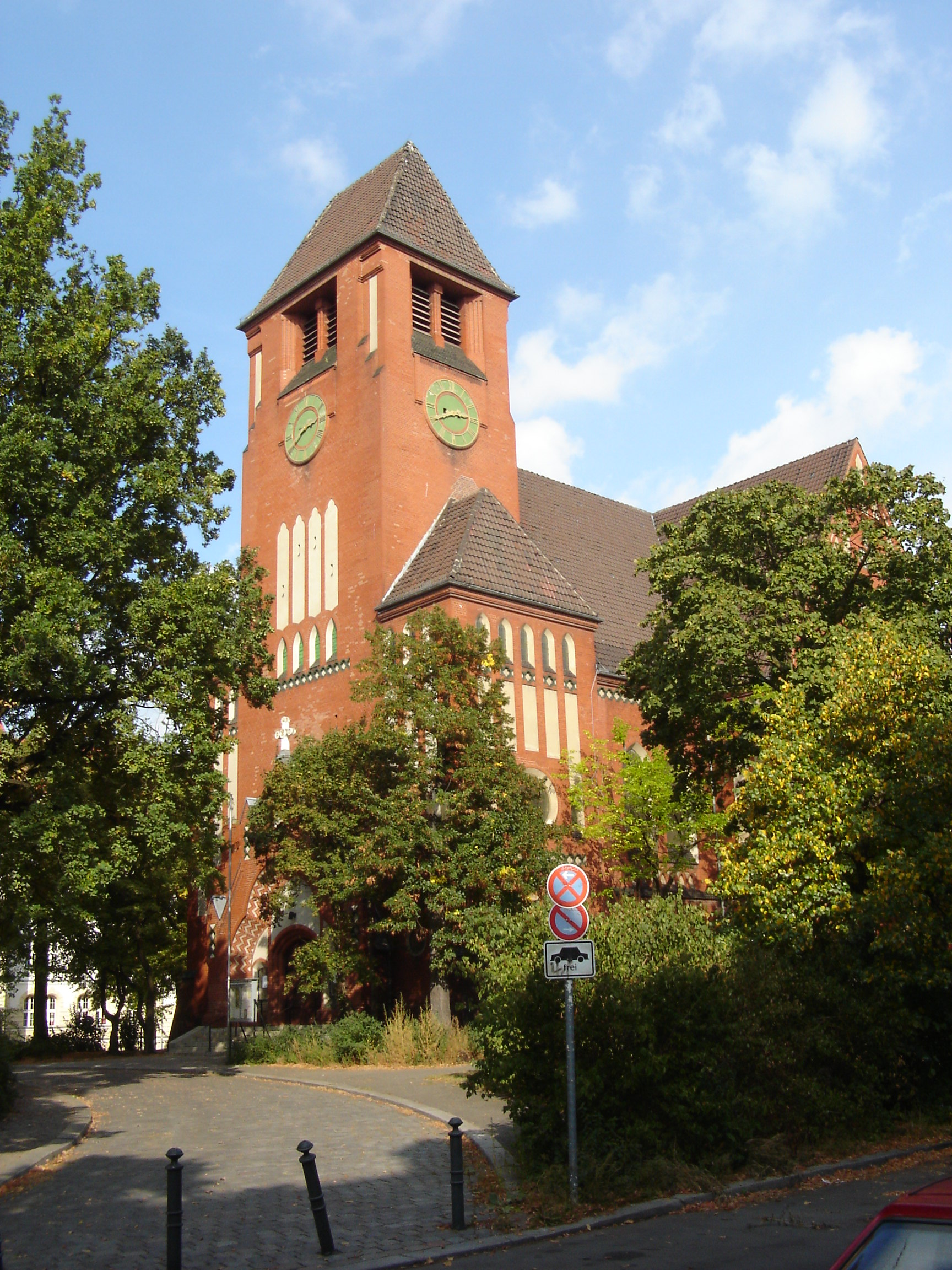
Die Nathanael-Kirche am Grazer Platz

Zwischen der Kreuzung der Rubensstraße mit dem Vorarlberger Damm und dem Grazer Platz befinden sich in Höhe der Begasstraße (Namensgeber war der Bildhauer Reinhold Begas), östlich an der Rubensstraße die Gebäude und Anlagen
- der Uckermarkschule (vormals: Helmholtz-Realgymnasium),
- der Prignitz-Schule sowie
- der Barnimschule.

Die seinerzeitige Uckermark- und die Barnimschule wurden im Sommer 2008 als Grundschulen mit den verbleibenden Gebäuden (Rubensstraße 63 sowie Grazer Platz 1–3) zur Peter-Paul-Rubens-Schule vereinigt (seit 2015: Friedenauer Gemeinschaftsschule).
In der Nähe der Rubensstraße lebt in der Menzelstraße Herta Müller, die den Literaturnobelpreis des Jahres 2009 erhielt.

### Grazer Platz bis Thorwaldsenstraße

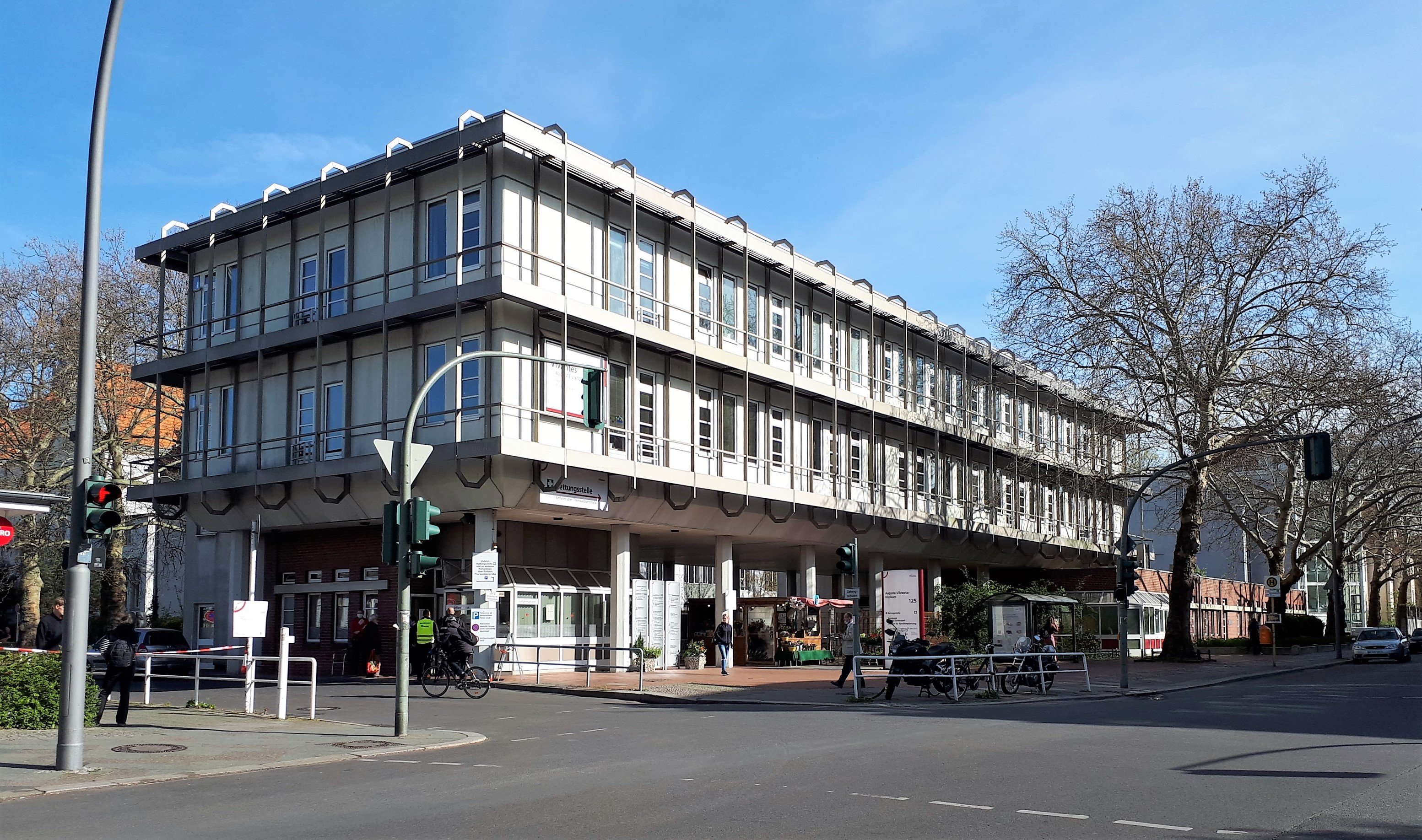
Auguste-Viktoria-Klinikum

Am Grazer Platz mündet die Beckerstraße (Namensgeber war der Maler Karl Becker) rechtwinklig in die Rubensstraße. Auf dem Platz steht die nach einem Entwurf von Jürgen Kröger in den Jahren 1902 und 1903 erbaute Nathanael-Kirche. Weiter nach Süden liegt dann in Höhe der Peter-Vischer-Straße (benannt nach Peter Vischer dem Älteren) und der nach Antonio Canova benannten Canovastraße das Auguste-Viktoria-Krankenhaus (AVK). Hinter dem Klinikgelände mündet die Rubensstraße an der Ortsteilgrenze zu Steglitz in die Thorwaldsenstraße und endet hier (Namenspatron der Straße war der dänische Bildhauer Bertel Thorvaldsen, geschrieben mit „v“ statt einem „w“, wie im Straßennamen falsch dargestellt).

## Verkehr
Bis zum 2. Mai 1963 durchfuhr die Straßenbahnlinie 66 die Rubensstraße in ihrer gesamten Länge auf der Strecke Wartburgplatz (Schöneberg) – Thorwaldsenstraße (Steglitz). Heute verkehrt in diesem Bereich die Buslinie 187.

## Deutsche Armee-, Militär- und Kolonial-Ausstellung 1907

Plan des Geländes der Deutschen Armee-, Militär- und Kolonial-Ausstellung im Jahr 1907

Die Deutsche Armee-, Militär- und Kolonial-Ausstellung 1907 war eine fünfmonatige Gewerbeausstellung, auf der „Wild-Afrika“ und „amerikanische Vergnügungs-Kriegsspiele“ dargestellt wurden. Gleichzeitig präsentierten Firmen ihre Produkte von Militärzubehör sowie tropen- und kolonialtauglichem Alltagszubehör.
Der Standort auf dem damals noch unbebauten Gelände östlich der Rubensstraße wurde wegen der räumlichen Nähe zu dem großen Kasernengelände an der General-Pape-Straße und zum Tempelhofer Feld gewählt, auf dem die kaiserlichen Truppen ihre Paraden abhielten. Die seinerzeit erst drei Jahre alte Nathanaelkirche befand sich plötzlich in unmittelbarer Nähe der Ausstellungsareals „Wild-Afrika“. Heute ist es das Gebiet zwischen Vorarlberger Damm und Peter-Vischer-Straße und umfasst auch den Grazer Platz.